# Chiesa del Rosario (San Cataldo)
La chiesa del Rosario è situata lungo il corso principale nel territorio del Comune di San Cataldo.

## Storia
La sua esistenza è confermata già nel 1669 quando il vescovo di Agrigento in occasione della visita pastorale ispezionò due altari: quello maggiore e quello della Madonna dell’Itria. Fu ricostruita dalla famiglia Amico nel 1702, tale notizia è confermata da un lascito testamentario del 1704, per la costruzione del cappellone, certamente i Galletti, fondatori della Città, contribuirono alle spese. Tra il 1882 a il 1837, la chiesa fu ingrandita grazie ai lasciti e donazioni di Luigi Baglio, Emanuele Valenti e del barone Giovanni Torregrossa. Tuttavia i lavori, iniziati nel 1822, proseguirono a rilento e nel 1838 la chiesa risultava “in fabbrica".
Interessante è il portale all'ingresso che riporta la data del 1768 e il portalino della finestra in pietra bianca scolpita. Fu dotata anche di un campanile in pietra in stile neoclassico, come è anche la facciata: nell'arcata del campanile che guarda ad oriente è posta una campana che potrebbe essere la più antica di San Cataldo, dono del principe Giuseppe Galletti come ex voto offerto alla Madonna del Rosario per la guarigione da una grave malattia, secondo la dedica che si legge sulla campana stessa, opera della fonderia siciliana “Burgio” nel 1735. All'inizio del 1800 la chiesa ebbe un problema di staticità in quanto franò il lato destro che fu ricostruito e consolidato dalla famiglia Baglio con un contrafforte, oggi ancora visibile.

## Elevazione a Parrocchia
La chiesa fu elevata a parrocchia nel 1924.

## Adeguamento liturgico
Altare marmoreo connotato sui lati da arcate su colonne. L'altare è stato realizzato riutilizzando alcuni pezzi smontati dalla balaustra. Ambone marmoreo a pianta semicircolare con colonnine con base e capitello, realizzato nel 1976 con gli elementi smontati dall'antico altare su progetto dell'architetto Francesco Fiandaca. Nel 2011 su disegno dell'artista Martin Emscherman è stato realizzato il leggio. Fonte battesimale marmoreo con fusto a colonna.

## Opere d'arte
Nel 1880 Calogero Sestri da Serradifalco costruì gli stucchi in gesso che impreziosiscono il catino, mentre il pittore Emanuele Catanese da Terranuova (oggi Gela) ne decorò la volta con scene della vita della Madonna in quattro arcate: nella prima, al centro la Madonna del Rosario con San Domenico e Santa Caterina; al lato destro, Maria che vince le eresie e abbatte gli eretici; al lato sinistro San Pietro da Verona, martire domenicano. Nella seconda arcata, al centro, la presentazione di Maria al tempio; lato destro la fuga in Egitto; lato sinistro sosta nella fuga in Egitto. Nella terza arcata, al centro la visita di Maria a Santa Elisabetta; al lato destro la Natività del Signore; al lato sinistro, Gesù fra i dottori. Nella quarta arcata, infine, al centro l'Assunzione di Maria; al lato destro l'Adorazione dei Magi; al lato sinistro, la presentazione di Gesù al tempio. Nella volta sul catino si apprezza un affresco che ricorda l'agonia del Getsemani, in piena concordanza con il sacrificio che si celebra sull'altare sottostante. Guardato dall'altare, lo svolgimento pittorico si conclude con un quadro raffigurante la Madonna dei fervori e dei rimedi con la Trinità e San Cataldo. Anticamente c'erano due altari laterali e uno centrale: l'altare maggiore dove era collocato il Crocifisso ligneo di fine ‘600; a sinistra l'antica Madonna del Rosario e a destra Sant'Eligio vescovo, patrono dei maniscalchi. Oggi la sistemazione è diversa perché ci sono sei altari laterali e l'altare maggiore dove, nella gloria marmorea, opera dell'architetto palermitano Lopez, fu collocata la Madonna del Rosario in legno di Calogero Cardella, agrigentino, (1880 circa); ai lati, nel catino, ci sono quattro statue in cartapesta, opera di Giuseppe Emma Senior: a destra san Paolo e santa Caterina da Siena; a sinistra san Pietro e San Domenico di Guzman. Negli altari laterali a destra sono collocate: la tela di san Biagio, vescovo e martire, attribuibile ai Butera; la stampa di San Sebastiano martire, attribuibile al Biancardi e la statua del Sacro Cuore di Gesù della scuola di Ortisei degli anni 50. Negli altari laterali, a sinistra sono collocati: un'icona della memoria del Giubileo del 2000, opera di Rosario Prizzi da San Cataldo, raffigurante il crocifisso da un lato e il Risorto Veniente; dall'altro lato, a seguire, la statua lignea di San Francesco da Paola, opera dello scultore palermitano Girolamo Bagnasco (1796) e la statua del Crocifisso collocata prima all'altare Maggiore. La chiesa è arricchita dalla Via Crucis in terracotta, opera di Giuseppe Emma Junior (1951). Sulla porta dell'organo a canne, opera dei fratelli Cimino di Agrigento nel 1984, che ha rimpiazzato l’antico organo del Lugano da Palermo del 1841, è posto un quadro di Santa Maria Maddalena penitente, opera di Carmelo Riggi (1805). Santa Maria Maddalena è la protettrice del terz'ordine domenicano che è stato presente nella chiesa perché dedicata alla Madonna del Rosario. Sulla porta d'ingresso della Sacrestia c'è un altro quadro di un vescovo con tenaglie e martello sullo sfondo, tenuti da angeli, e sotto si vede un contadino che arava. Potrebbe trattarsi di sant'Eligio, protettore dei maniscalchi, cui era dedicato un altare. Entrambi i quadri erano stati messi, all'inizio del Novecento, dietro il vecchio organo e ritrovati casualmente nel 1976.

## Campanile
La torre campanaria, venne innalzata a cura e spese del Comune a partire dal 1820. Vi è una data che è il 1890, probabilmente segna la conclusione dei lavori. La curiosità di questo campanile è che oltre a battere i quarti, le mezz'ore, e le ore, era fornito di una suoneria ausiliaria, che all'alba svegliava gli operai che dovevano recarsi al lavoro, alle otto del mattino avvertiva gli scolari per andare a scuola, a mezzogiorno segnava l'ora della sospensione del lavoro, a mezzanotte, faceva affrettare il passo ai nottambuli per rincasare. La torre suona anche il caratteristico fischio dei sancataldesi che dice: "Vacabunnu va a travaglia" e cioè "Vagabondo vai a lavorare".

## Portone di bronzo del Giubileo del 2000
Merita una particolare attenzione il portone in bronzo dell'artista romano Ennio Tesei, realizzato su commissione del Parroco con il contributo e il consenso di tutta la comunità per fare memoria del grande Giubileo del 2000. È una porta di impianto cristologico-mariano, infatti, dall'alto a sinistra, si possono vedere le scene dell'Annunciazione, la visita di Maria a Elisabetta e la Natività; dall'alto a destra, invece, si apprezzano la Crocifissione con Maria ai piedi della croce, Pentecoste e Maria, Madre della Chiesa in cammino verso la Gerusalemme Celeste. In basso al portone bronzeo viene poi raffigurata anche la chiesa del Rosario, a volere dire come la chiesa vive nel tempo e nello spazio e continua ad essere il prolungamento del mistero dell'incarnazione.

## Tradizioni popolari
Si diceva nei tempi passati: "A lu Rusariu ci su i migli festi”: per esempio quella di san Vilasi (San Biagio) festeggiato come protettore della gola e di quanto alla gola è collegato: la voce e l'udito. Per questo, si preparavano per devozione le cosiddette “cuddureddi”: piccoli biscotti impastati con farina, senza sale e senza zucchero, e cotti nel forno che si mangiavano dopo aver detto la preghiera al Santo, o per ringraziamento o per propiziazione. Un’altra festa tipica è quella di San Francesco da Paola, protettore dei panificatori e dei mugnai, ma soprattutto dei poveri che soffrivano anche la fame e l'oppressione dei potenti. San Francesco li difendeva anche dinanzi ai signori sfruttatori. Nell'occasione, nel passato fino agli anni ‘50, si faceva “la corsa di li cavadduzzi” in memoria di un miracolo operato dal santo sul mare da Catona (Calabria) a Milazzo (Sicilia). Si dice che il santo abbia chiesto a un barcaiolo di Catona di portarlo in barca fino a Milazzo dove c'era un suo convento. Al rifiuto del barcaiolo perché non aveva denaro per pagarlo, il frate gettò il suo mantello in mare e vi salì sopra, incamminandosi verso Milazzo e facendo del suo bastone una sorta di timone e di remi. Improvvisamente si videro arrivare i cavallucci marini a spingere il suo mantello fino a Milazzo, dove frate Francesco fu accolto trionfalmente. Questa manifestazione non si fa più da circa 50 anni.